# Pados Gusztáv
Pados Gusztáv anyakönyvi nevén Pados Gusztáv Kornél Károly (Kőszeg, 1881. szeptember 26.–Budapest, 1963.  szeptember 30.) magyar katona, olimpikon és lovaglótanár. Az 1936. évi nyári olimpia résztvevője díjlovaglásban.

## Élete
Édesapja Pados Nep János királyi becslő biztos, édesanyja görgői és toporczi Görgey Mária, A gimnázium elvégzése, majd az érettségi vizsga után önkéntes katona volt 1899 és 1900 között. A 6. Tüzérdandárnál tartalékos tisztként vizsgázott, majd 1901-ben hivatásos tiszti kiegészítő vizsgát tett. 1905-1906 között század-, ütegparancsnok, majd élelmezési tiszt volt. 1906-ban lett a bécsi Lovagló Tanárképző Intézet növendéke.
1925-ben díjlovaglásban magyar bajnokságot nyert. 55 éves korában aktív tábornokként volt olimpiai pontszerző. Az  1936. évi nyári olimpiai játékokon Berlinben a 6. helyezett díjlovagló csapat (Magasházy László, Keméry Pál 4090,0 pont) tagja volt. Egyéniben Ficsúr nevű lován 1424,0 pontszámos értékeléssel a 14. helyen végzett. Ficsúrt az ercsi Wimpffen-uradalom nevelte. A Szombathelyi HOTIS versenyzője volt. Az olimpiát követően a díjlovagló csapatban elért eredménye elismeréseként a magyar királyi honvédelmi miniszter dicséretben részesítette.
1899 és 1932. május 1 között szolgált a hadseregben, majd honvéd vezérőrnagyként helyezték nyugállományba. Szombathelyen a vasi olimpikonok emléktáblája őrzi nevét. Az Új Köztemetőben helyezték örök nyugalomra. Sírját nem váltották újra, maradványait ezért a temető közös sírjába helyezték.